# Ptenochirus jagori
Ptenochirus jagori — вид рукокрилих, родини Криланових.

## Поширення, поведінка
Ендемік Філіппін. Вертикальний діапазон проживання 0-1950 м над рівнем моря. Плодоїдний. Сідала лаштує на деревах і в печерах. Живе у первинних і вторинних лісах. 